# 鶴家団十郎
初代鶴家 団十郎（つるや だんじゅうろう、1846年（弘化3年）7月8日 - 1909年（明治42年）3月6日）は、上方の仁輪加師。本名∶辻 岩吉。大阪（立売堀の槌橋北詰北入る西側）で父辻熊太郎、母タミの長男として出生。

## 来歴・生涯
大坂出身。鶴家団十郎を名乗る以前の経歴には不明な点が多い。初春亭新玉の門下で三玉を名乗っていたという。または初春亭新玉門下の寿玉門下とも、または寿玉を名乗っていた時期もあるともいわれる。兄弟弟子の二玉とともに坐摩神社界隈の席で舞台に出ていた。この頃は素人の仁輪加であったという。明治20年代前半に鶴家団十郎と改名。二玉は団九郎と改名。鶴家団十郎という芸名は歌舞伎役者の初代市川右団次の屋号の鶴屋から（または四代目鶴屋南北の屋号）、団十郎は当時「劇聖」と呼ばれた九代目市川団十郎に由来。また紋も市川宗家（市川流）の三升を使用した。
自らの時事ネタや歌舞伎のパロディーを題材にした仁輪加を「改良仁輪加」と称し団九郎とのコンビで1894年より千日前改良座に常打小屋に出演。1898年には東京明治座でも公演している。1906年まで改良座に出演し当時の長期出演記録を作る。団九郎との対立でコンビ解消後は堀江明楽座、また大和家宝楽と組んで鶴宝会を組織した。1909年に死去。墓所は寿法寺（通称：紅葉寺）。
弟子には初代団之助（二代目はのちの漫才の松鶴家団之助）、団蔵、団道理、団治（のちの初代渋谷天外）、団枝（のちの田村楽太）、軽口の鶴家団七・団鶴らがいた。また団九郎は団十郎没のちに二代目団十郎となる。団蔵の弟子に二代目団之助（のちの松鶴家団之助）、二代目団十郎の弟子に団福郎（鶴田浩二の叔父）、横山エンタツの相方であった杉浦エノスケらがいた。
平成元年度の大阪市「上方芸能顕彰」に舞踊家花柳有洸、舞台美術家大塚克三と共に顕彰される。